# Divertissement
Pour les articles homonymes, voir Divertissement (homonymie).

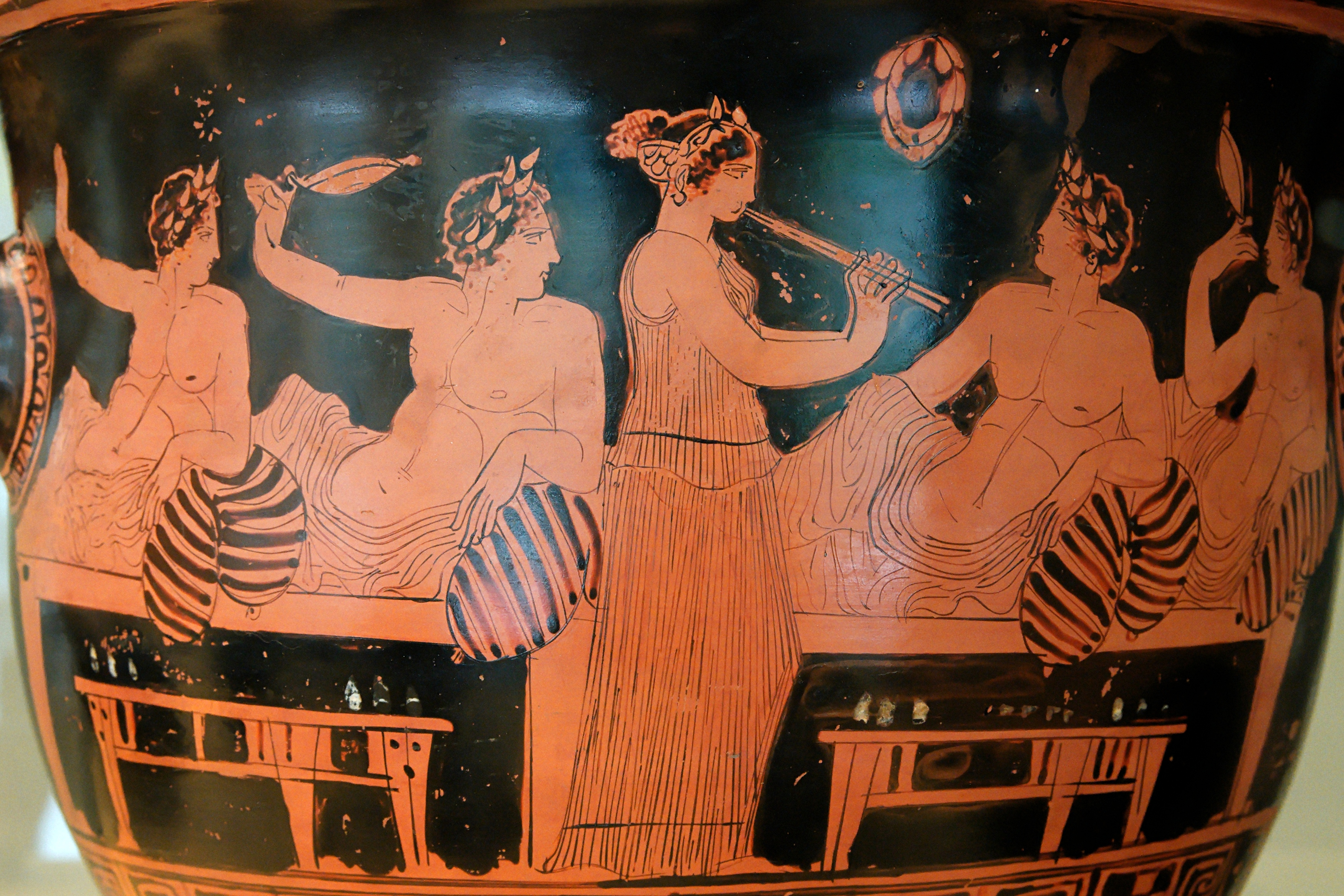
Convives jouant au kottabos et jeune fille jouant de l'aulos dans la Grèce antique (vers 420 av. J.C.). Banquets et musiques étaient parmi les principaux divertissements dans l'Antiquité.

Un divertissement est une activité qui permet aux êtres humains d'occuper leur temps libre en s'amusant et de se détourner ainsi de leurs préoccupations. Les divertissements forment l'essentiel de la famille plus large des loisirs : par exemple, une conversation, amicale et plutôt inattendue, entre anciens collaborateurs sera un loisir notable dans l'entreprise sans être un divertissement.
Le divertissement a été étudié par différents philosophes, en particulier Blaise Pascal. Depuis l'ère de la société de consommation et des loisirs, il est devenu un secteur d'activité économique florissant notamment concernant les parcs de loisirs et de divertissement ainsi que les médias.

## Étymologie
Le terme divertissement est d'origine latine, il est apparu en Europe à la fin du XVe siècle. Il désignait alors l'action financière consistant à détourner à son propre profit, ou distraire, une part de l'héritage. Par la suite, on a repris le terme pour l'appliquer à l'action de détourner l'essentiel en général et, par extension, à ce qui détourne quelqu'un de l'essentiel. Progressivement, il s'est associé à l'idée de plaisir et plus tard de loisirs.

## Approche de Blaise Pascal
En 1662, le philosophe français Blaise Pascal élabore une approche philosophique du divertissement qui sera publiée en 1670 dans les Pensées. Il y développe l'idée selon laquelle il est nécessaire à l'être humain de se distraire et donc essentiel pour lui de se détourner de l'essentiel. Le divertissement est une façon pour lui de se détourner de ce qu'il est vraiment, à savoir un être misérable et mortel. Parce que le fait d'être inactif le confronte à l'ennui, dans lequel il découvre sa propre vacuité et le néant qui l'habite, l'être humain préfère se divertir de sa condition, en s'adonnant à toutes sortes d'activités (des plus hautes aux plus basses, Pascal les rassemble toutes sous le même concept). Le divertissement est donc indissociable de la condition humaine : c'est parce que l'être humain est un être fini et essentiellement incomplet, que le divertissement s'impose à lui. C'est une façon de ne pas affronter sa propre vérité, notamment sa mortalité : « Divertissement. Les hommes n’ayant pu guérir la mort, la misère, l’ignorance, ils se sont avisés pour se rendre heureux de n’y point penser » (Les Pensées, Laf. 133).
Selon Blaise Pascal, tout le monde est en proie au divertissement, aussi bien le roi que le courtisan, le soldat que le laboureur, puisque tous sont des êtres humains. Pour cette raison, Pascal ne le condamne pas moralement, et reconnaît même son efficacité : « Le peuple a les opinions très saines. Par exemple : 1. D’avoir choisi le divertissement, et la chasse plutôt que la prise. Les demi‑savants s’en moquent et triomphent à montrer là‑dessus la folie du monde. Mais par une raison qu’ils ne pénètrent pas on a raison. […] » (Les Pensées, Laf. 101). Ainsi, ce sont les « demi-savants » qui condamnent et méprisent le divertissement chez le peuple. Celui qui connaît la condition humaine, au contraire, ne peut que reconnaître que le divertissement est une façon efficace de ne pas passer sa vie à se morfondre sur soi, et son essentielle vacuité. Pour autant, il y a encore un niveau supérieur de considération : c'est celui du philosophe chrétien pour qui la seule façon véritable d'affronter la vérité de son être consiste non pas à choisir le divertissement, mais à reconnaître la toute-puissance de Dieu. Pour le chrétien qu'est Pascal, l'expérience de l'ennui et la méditation sur la condition humaine doit amener finalement l'être humain à la connaissance et l'adoration de Dieu.

## Divertissement en présentiel et divertissement médiatisé

### Divertissement,entertainment, comédie musicale
« Le mot anglais entertainment n’a pas vraiment d’équivalent en français. On dirait peut-être « divertissement », mais « entertainment » comprend le commerce et la fabrication d’un spectacle irréprochable et universel. La comédie musicale est l’usine à créer un moment de pur bonheur alliant le chant, la danse et le théâtre. Ce commerce met en œuvre des armées de danseurs, de chanteurs, de musiciens, d’écrivains, de compositeurs, de paroliers, de chorégraphes, de metteurs en scène, de producteurs, de décorateurs, de couturiers… mais aussi de banquiers ! » (Susie Morgenstern, Be happy ! Mes plus belles comédies musicales ; éditions Didier Jeunesse, 2018, p. 5.).

### Divertissements à l'heure du covid-19
Avec le développement de la pandémie covid-19 ce sont tous les divertissements en présentiel qui sont menacés. Mario d'Angelo définit cette catégorie par opposition aux divertissements médiatisés. Les pratiques qui se situent dans le champ du divertissement en présentiel sont: la fréquentation des spectacles et événements culturels et sportifs, les voyages et évasions touristiques, les visites de sites historiques, parcs à thème, musées… mais aussi les pratiques collectives en amateurs (arts, culture, sport) ou encore la fréquentation des lieux conviviaux (restaurants, discothèques...).
« La valeur du présentiel peut être cernée dans un rapport dialectique avec le distanciel médiatisé, autour de quatre marqueurs : la relation de communication en coprésence physique, l’expérience éphémère vécue ensemble, l’activité géographiquement localisée, une économie de la production en petite série. »
Cependant, depuis longtemps le divertissement présentiel (sauf les voyages/séjours touristiques) a cédé du terrain face au divertissement médiatisé. Plus exactement, la forme présentielle a été relativisée dans l’ensemble des divertissements qui n’a cessé de croître conjointement au temps libre.
La pandémie de covid-19 marque une nouvelle étape dans cette évolution.

## Typologie
Quelques exemples d'activités qui permettent de se divertir incluent les arts plastiques, le cinéma, le cirque, la danse, les fêtes, Internet, les jeux, la lecture, la musique, les parcs de loisirs, la photographie, la radio, la télévision, le théâtre, le tourisme, le sport et les jeux vidéo.
Elles prennent des formes différentes selon les lieux et les époques. Elles marquent plus ou moins les civilisations. L'une des plus anciennes est la danse et l'une des plus modernes est l'accès à des centres d'intérêt multiples via internet. Les arts plastiques, la musique, la fête et le sport passent à travers les âges et les cultures.

## Critiques
Guy Debord, dans la Société du spectacle, critique une société dominée par la marchandise. Il relie information, publicité et divertissements.
Florent Schoumacher, dans Eidolon : simulacre et hypermodernité (Paris, Balland, 2024,  (ISBN 978-2940719655)), indique que dans les sociétés de l'épistémé actuelle, l'hypermodernité, le contrat social nous impose d'utiliser des « simulacres ». La notion contemporaine de simulacre, proche du divertissement, suppose que les agents sociaux ont tous un rapport biaisé à la réalité du monde, non pas parce que la réalité n’est pas accessible, mais parce que ces agents ne souhaitent pas voir les choses telles qu’elles paraissent, notamment pour oublier la finitude de la vie humaine. Le philosophe souligne pourtant  que notre capacité d'aphairesis, notre capacité de représentation du monde, existe bel et bien et nous permettrait d'avoir une vision plus juste et plus active de la condition humaine, la « condition active ».